# シブツ海峡
シブツ海峡 (英語: Sibutu Passage座標: 北緯4度50分 東経119度35分 / 北緯4.833度 東経119.583度 ) は幅29kmの深い海峡。ボルネオ島とミンダナオ島の間に存在するスールー諸島のシブツ島とボンガオ島やタウィタウィ州本島、シムヌル島の間に存在する。
水深が深いためスールー海盆への深水の侵入が可能であり、またスールー海と太平洋からミンダナオ海流の注ぐスラウェシ海の間を繋いでいる。また、マラッカマックスを超える大型船の迂回航路の一つとなっている。
ヘンリー・オトリー・ベイヤーはのためにフィリピンへの人類の移動モデルで最終氷期に陸橋を渡ったと論じている。近代の水深測量ではスールー諸島とフィリピン諸島は一つの島となっていたと考えられるが、シブツ海峡とミンダナオ海峡の中心部は両方最終氷期でも残る程度に深いとされる。このため、フィリピン最古の人類とされるカリヤオマンは海を渡ってフィリピンに到達したと考えられる。